# Lena Meckel
Lena Meckel (* 7. Dezember 1992 in München) ist eine deutsche Schauspielerin.

## Karriere
Ihre erste Rolle spielte Meckel 2006 als Kinderdarstellerin in dem Kinofilm Die Wilden Kerle 3 unter der Regie von Joachim Masannek. Danach folgte eine Rolle in dem ARD-Fernsehfilm Die Verzauberung (Regie: Wolfram Paulus) zusammen mit den Schauspielern Christoph Waltz, Katharina Abt, Katharina Müller-Elmau, Heio von Stetten und anderen.
Ihre erste Hauptrolle spielte sie 2008 als Roxana Wallmann neben Natalia Wörner als Tochter von Jürgen Tarrach in der ZDF-Reihe Unter anderen Umständen in der Folge Böse Mädchen.
Es folgten Gastauftritte in diversen Serien wie SOKO München, SOKO Leipzig, Der Alte, Hubert und Staller, Familie Dr. Kleist sowie Sturm der Liebe. Seit 2022 spielt sie die Lena in der Mockumentary Wrong – Unzensiert an der Seite von David Helmut.
Meckel lebt in ihrer Geburtsstadt München.

## Filmografie
- 2006: Die Wilden Kerle 3 (Kinofilm)
- 2007: Die Verzauberung (Fernsehfilm, Regie: Wolfram Paulus)
- 2008: Der Kommissar und das Meer – Sommerzeit (Fernsehfilm)
- 2008: Unter anderen Umständen – Böse Mädchen (Fernsehfilm)
- 2010: Das Leben ist ein Ponyhof (Kurzfilm, Regie: Alexander Mayer)
- 2011: Liebe, Babys und ein großes Herz (Fernsehfilm)
- 2012–2016: SOKO München (Fernsehserie, 3 Folgen, verschiedene Rollen)
- 2012: SOKO Leipzig (Fernsehserie, 1 Folge)
- 2012–2015: Der Alte (Fernsehserie, 3 Folgen, verschiedene Rollen)
- 2012: Frühling für Anfänger (Fernsehfilm)
- 2012–2023: Hubert und Staller (Fernsehserie, 2 Folgen, verschiedene Rollen)
- 2012–2020: In aller Freundschaft (Fernsehserie, 2 Folgen, verschiedene Rollen)
- 2013: Frühlingsgefühle (Fernsehfilm)
- 2013: Helden – Wenn dein Land dich braucht (Fernsehfilm)
- 2013: Drang nach (Kurzfilm)
- 2013: Um Himmels Willen (Fernsehserie, 1 Folge)
- 2013: Der Himmel zwischen den Welten (Regie: Thomas André Szabó)
- 2014: Sturm der Liebe (Fernsehserie, 8 Folgen)
- 2014: Kripo Holstein – Mord und Meer (Fernsehserie, 1 Folge)
- 2014: Der Bergdoktor – Schuld (Winterspecial, Fernsehfilm, Regie: Felix Herzogenrath)
- 2014: Laergut (Kurzfilm, Regie: Benjamin Leichtesten)
- 2015: Die Udo Honig Story (Fernsehfilm, Regie: Uwe Janson)
- 2015: In aller Freundschaft – Die jungen Ärzte (Fernsehserie, 1 Folge)
- 2015: Dr. Klein (Fernsehserie, 1 Folge)
- 2015: Der Himmel zwischen den Welten
- 2016: #wokeuplikethis (Kurzfilm)
- 2016: Die Chefin (Fernsehserie, 1 Folge)
- 2016: SOKO Stuttgart (Fernsehserie, 1 Folge)
- 2016: Männertag (Kinofilm)
- 2016: Weißblaue Geschichten (Fernsehserie, 1 Folge)
- 2016: Die Mockridges – Eine Knallerfamilie (Comedyserie)
- 2017: Familie Dr. Kleist (Fernsehserie, 1 Folge)
- 2017: Dieses bescheuerte Herz (Kinofilm)
- 2018: Rosamunde Pilcher – Das Vermächtnis unseres Vaters (Fernsehfilm)
- 2018: Counterpart (US-Serie, Starz)
- 2018: Kreuzfahrt ins Glück – Hochzeitsreise ins Piemont (Fernsehfilm)
- 2018–2019: Rote Rosen (Fernsehserie, 210 Folgen)
- 2019: Singles’ Diaries (Webserie)
- 2019: Servus, Schwiegersohn! (Fernsehfilm)
- 2020: Watzmann ermittelt (Fernsehserie, Folge: Nouvelle Cuisine)
- 2020: Inga Lindström – Liebe verjährt nicht (Fernsehfilm)
- 2020: Letzte Spur Berlin (Fernsehserie, Folge: Klassenkampf)
- 2020: Die Bergretter (Fernsehserie, Folge: Eiskalte Wahrheit)
- 2021: Servus, Schwiegermutter! (Fernsehfilm)
- 2021: Start the fck up (Comedyserie)
- 2021: München Mord – Das Kamel und die Blume (Fernsehreihe)
- seit 2022: Wrong – Unzensiert (Comedyserie)
- 2022: Friedliche Weihnachten (Fernsehreihe, 6 Folgen)
- 2023: Der Alte (Fernsehreihe, ZDF)
  - 2023: Die Bedürftigen
  - 2023: Die letzte Chance
  - 2023: Der große Bruder
  - 2023: Nur das Beste
  - 2023: Rückkehr ohne Wiedersehen
  - 2024: Crash
- 2023: Das Traumschiff – Bahamas (Fernsehreihe)
- 2024: Un/Dressed
- 2024: Marie fängt Feuer (Fernsehreihe, Folge: Hitzewelle)